# Ivan Mustapić (maratonac)
Ivan Mustapić je bivši bosanskohercegovački atletičar. Bio je športaš godine Grada Tuzle 1962. i 1963. godine. Zvijezda tuzlanske atletike 1960-ih. Na trkama pobjeđivao europske velikane. Prvak Jugoslavije u atletici 1964., 1966. i 1967., nakon ere Franje Škrinjara. Izvjesno je da bi vjerojatno osvojio još koji put, da prvenstva Jugoslavije 1963. i 1965. nisu održana, kad je bio u naponu trkačke snage. Po nacionalnosti je Hrvat.